# Мозли, Берт
Берт Мо́зли (англ. Bert Mozley; 23 сентября 1923 — 28 октября 2019) — английский футболист, правый защитник. Всю свою профессиональную карьеру провёл в клубе «Дерби Каунти». Также провёл 3 матча за национальную сборную Англии.

## Клубная карьера
Уроженец Дерби, Берт играл в футбол за местные школьные команды, а также за «Шелтон Юнайтед». В начале 1944 года подписал любительский контракт с «Ноттингем Форест», но в официальных матчах за клуб не сыграл. В январе 1945 года подписал профессиональный контракт с «Дерби Каунти». Его официальный дебют за клуб состоялся в ноябре 1946 года в матче против «Престон Норт Энд». В дальнейшем Мозли стал капитаном «Дерби Каунти». Всего провёл за клуб 321 матч (в том числе 297 матчей в чемпионате). Считался «искусным защитником, который любил идти вперёд и наносил авантюрные дальние удары». Также был большим шутником, часто организовывал розыгрыши в раздевалке «Дерби Каунти».

## Карьера в сборной
21 сентября 1949 года дебютировал за сборную Англии в товарищеском матче против сборной Ирландии на стадионе «Гудисон Парк».
Всего провёл за сборную 3 матча с сентября по ноябрь 1949 года.

### Список матчей за сборную Англии
| № | Дата             | Стадион                   | Соперник  | Результат | Турнир                   |
| - | ---------------- | ------------------------- | --------- | --------- | ------------------------ |
| 1 | 21 сентября 1949 | «Гудисон Парк», Ливерпуль | Ирландия  | 0:2       | Товарищеский матч        |
| 2 | 15 октября 1949  | «Ниниан Парк», Кардифф    | Уэльс     | 4:1       | Отборочные матчи ЧМ-1950 |
| 3 | 16 ноября 1949   | «Мейн Роуд», Манчестер    | Шотландия | 9:2       | Отборочные матчи ЧМ-1950 |

Итого: 3 матча / 0 голов; 2 победы, 0 ничьих, 1 поражение

## Личная жизнь
После завершения футбольной карьеры эмигрировал в Канаду, где жил вместе с женой и дочерью.
Умер в октябре 2019 года в возрасте 96 лет. С апреля по октябрь 2019 года (после смерти Айвора Бродиса) был самым старым из живущих игроков сборной Англии.